# Bauhinia omszona

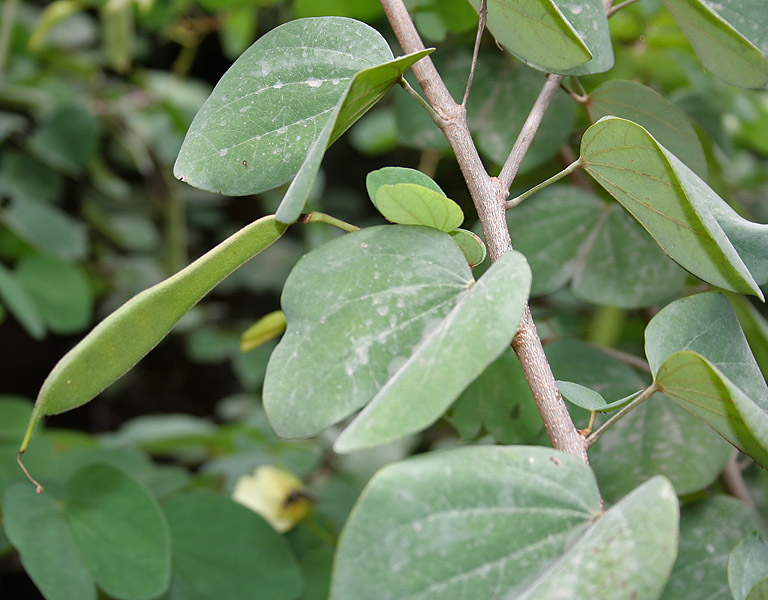
Liście i owoce

Bauhinia omszona – gatunek roślin z rodziny bobowatych (podrodzina Cercidoideae), według dawniejszej klasyfikacji zaliczane do brezylkowatych (Caesalpiniaceae). Strefy mrozoodporności: 9-11. Pochodzi ze wschodniej Afryki. Występuje powszechnie na obszarze tropikalnej Azji i w Afryce, naturalizowana na Karaibach, gdzie indziej sadzone często jako roślina ozdobna.

## Morfologia
PokrójGęsty krzew, gałęzie przewieszone, rzadziej niewielkie drzewo osiągające do 7 wysokości.
Liścienaprzemianległe, dwuklapowe, niemal okrągłe, z sercowatą lub okrągławą nasadą. Każda klapa posiada po 3 nerwy. Roztarte wydzielają zapach piżma.
KwiatyŻółte, 3–7 cm, z pięcioma łukowato wygiętymi ku górze pręcikami. 5 płatków korony, z których górny (wewnętrzny) ma u podstawy niemal czarną plamkę po wewnętrznej stronie. Niektóre odmiany zmieniają kolor.
OwoceO długości do 11 cm, spłaszczone, jasnobrązowe, pokryte drobnymi włoskami. Dojrzałe rozpadają się na dwie części.

## Zastosowanie
W krajach o ciepłym klimacie (strefy 9-11) jest uprawiana w parkach i ogrodach jako roślina ozdobna.